# 哲別
哲別（12世纪—1223年），别速惕氏，《蒙古秘史》作者别，原名只儿豁阿歹，臣服於铁木真後被赐名哲别，意為“箭頭”。蒙古第47位开国功臣（千户）。並有蒙古帝国第一猛将稱號，亦是四狗（四勇、四虎将、四先锋）之一。

## 生平
哲别骁勇善战，精於射术，能百发百中地射击飞动中的碗，曾於战斗中，徒手抓著敌军射来的無箭头的箭，仍搭上弓射去，竟能一箭穿透敌方主将心窝。此外哲别的刀法也是非常了得，在一生的南征北討中，哲别手持蒙古弯刀殺敵，如入无人之境。

### 征金、西遼
哲別原是泰赤烏部的屬民，1202年铁木真收服泰赤乌部後，臣服於铁木真。1211年隨成吉思汗征金，充當先鋒。1218年奉成吉思汗之令，率兵兩萬追殺乃蠻王子屈出律，消滅西遼，掌握絲路中、東商貿，為蒙古軍隊即將開始的西征先行佈署。

### 征花剌子模、欽察、斡羅思
1219年，從成吉思汗西征，次年奉命與速不台追擊花剌子模君主摩訶末。後又攻略阿塞拜疆、格魯吉亞、阿速、欽察等地。1223年哲别與速不台於迦勒迦河之战（今乌克兰马里乌波尔市北）中击溃斡羅思诸国王公与钦察忽炭汗的联军，途經斡羅思南境，又转攻也的里河（今伏尔加河的突厥名，又译亦的勒）上的伏爾加保加利亞。1224年，於回國途中病逝。成吉思汗以国葬厚葬哲别。

## 延伸阅读
[在维基数据编辑]
 《新元史/卷123》，出自柯劭忞《新元史》